# Кольський замок
Кольський замок (пол. Zamek w Kole) — руїни укріпленого замку, що розташовані на штучному пагорбі у меандрі річки Варти поблизу міста Коло Великопольського воєводства в Польщі.  

## Історія
Польський священник та історик Ян Длугош стверджував, що до 1362 року Казимир III Великий видав привілей, яким дозволив колишньому війту у Варті — Генрику, побудувати замок у Колі. Замок було побудовано в останні роки правління Казимира, після 1365 року. Ще одна згадка про замок міститься у «Літописі Янка з Чарнкова» у 1383 році і стосується старости, який мав вести з цього замку виправу на майно архієпископа під час війни Гжималітів з Наленчами.   
Разом із замком за часів Казимира Великого також було збудовано: ратушу та парафіяльну церкву Воздвиження Святого Хреста, тобто перші муровані будівлі у Колі. 
Після Грюнвальдської битви в замку було прийнято рішення щодо продовження війни. Польський король Владислав Ягайло бував у замку аж 35 разів. У 1476—1481 роках замок був садибою княгині Анни Сохачевської. Коли було утворено Прусський союз, який виступав проти Тевтонського ордену, його представники зустрілися у Колі з польським королем Казимиром Ягеллончиком. У 1513 році у замку перебував польський король Сигізмунд Старий. З середини XVI століття замок почав занепадати. У 1655 році його захопили шведи. У XVIII  столітті польський король Август III Фрідріх подарував замок кольським бернардинам, які розпочали його розбирати задля отримання будівельного матеріалу для відбудови знищеного монастиря. Міцний будівельний розчин, який з'єднував крихку цеглу, не дозволив їм повністю розібрати мури будівлі. У 1768 році бернардини покинули замок. 
Впродовж XIX — першої половині XX століть руїни замку продовжували розбирати на будівельний матеріал. 
У 50-их роках ХХ століття було здійснено консервацію руїн.   

## Архітектура
Найдавнішою частиною замку, спорудженою, ймовірно, у другій половині XIV століття, була північна вежа-донжон, яку спершу оточували дерев'яні укріплення. Вежу було побудовано з цегли на прямокутному плані на кам'яних фундаментах, про що засвідчують археологічні дослідження. 
Нинішній замок, споруджений наприкінці правління Казимира Великого, було побудовано на плані витягнутого прямокутника з масивними цегляними мурами із включенням більш ранньої вежі-донжона. У південно-східному куті знаходиться невелика вежа-бергфрід, яка на висоті 8 метрів змінюється із квадратної на циліндричну. Мури замку підсилювалися контрфорсами. Фрагмент такого муру висотою близько 5 м, який захищав доступ до замку з півдня, зберігся донині. Після розбудови цей замок нагадував інші замки Казимира Великого, такі як замки в Коніні, Пшедечі, Іновлодзі та Бобровниках. Наприкінці XIV століття могла бути завершена найдавніша прямокутна вежа-донжон, яка згодом була королівською резиденцією під час перебування правителів у замку. Ця вежа могла нагадувати вежу замку в Голанчі. 
Біля східної та західної частин муру збереглися фрагменти стін та фундаментів будівель. Північний мур обвалився внаслідок підмивання річковими паводками. 
Господарські споруди розташовувались на подвір'ї та примикали до оборонного муру з боку річки Варти. 

## Світлини

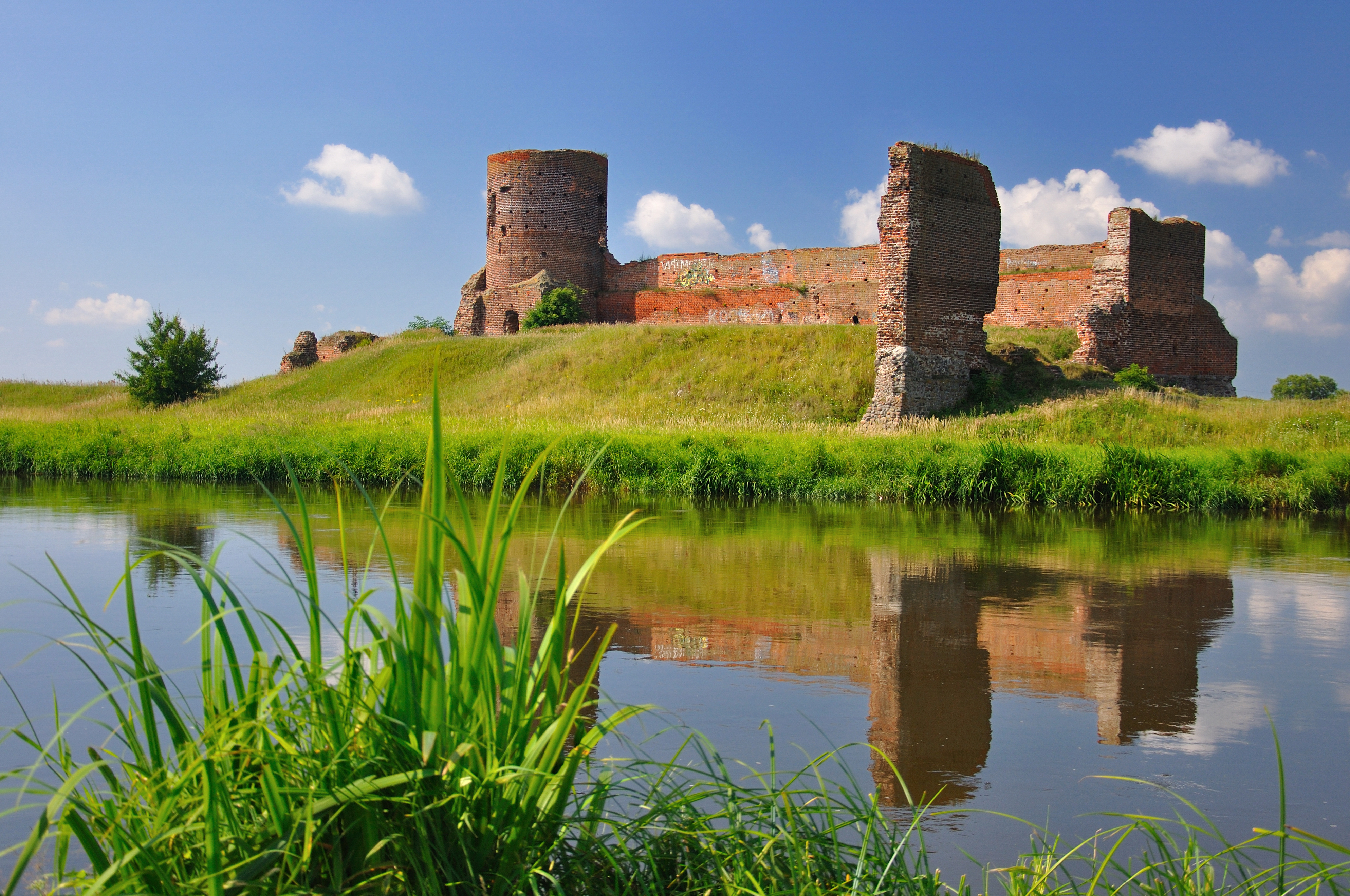
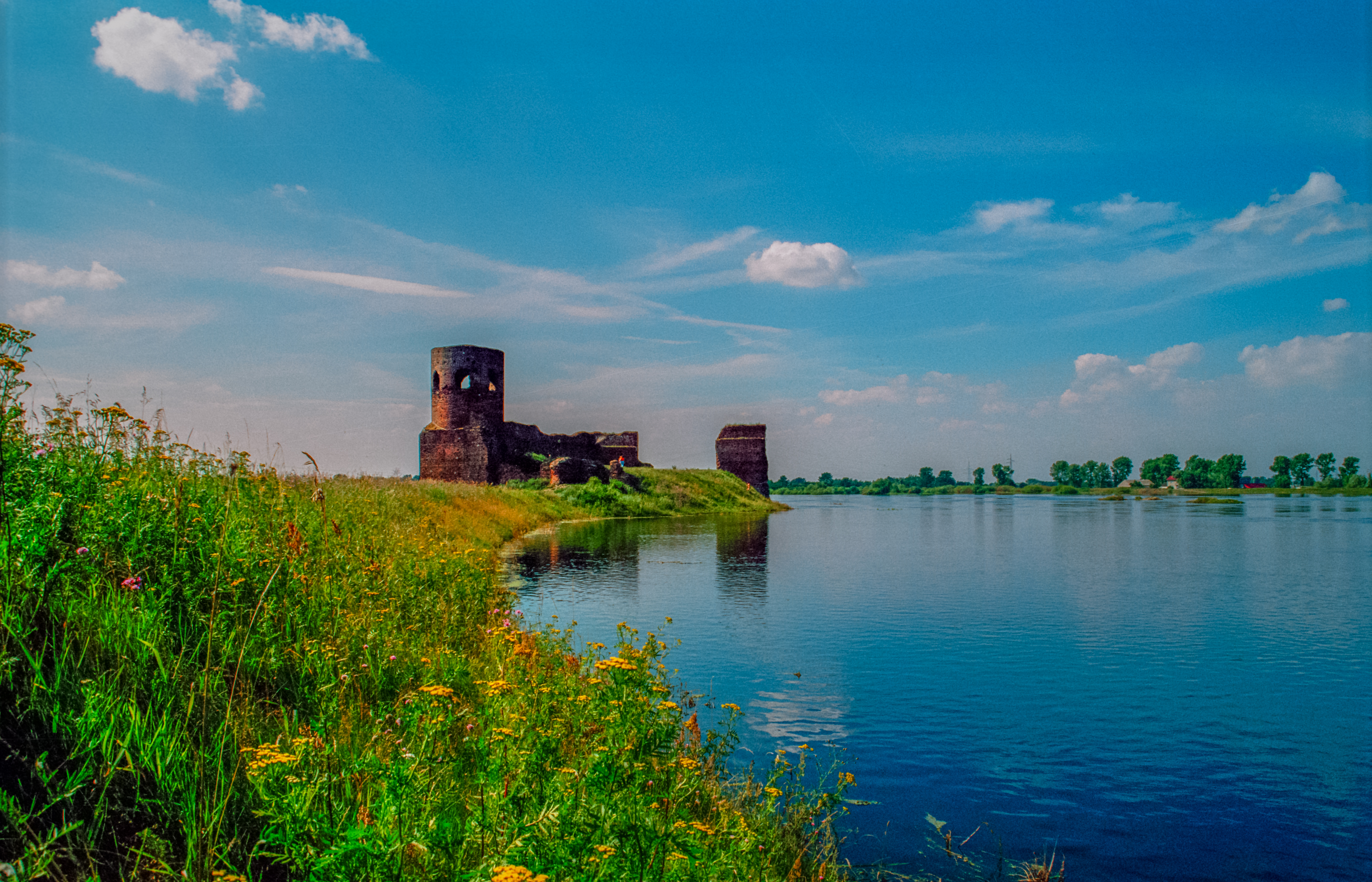
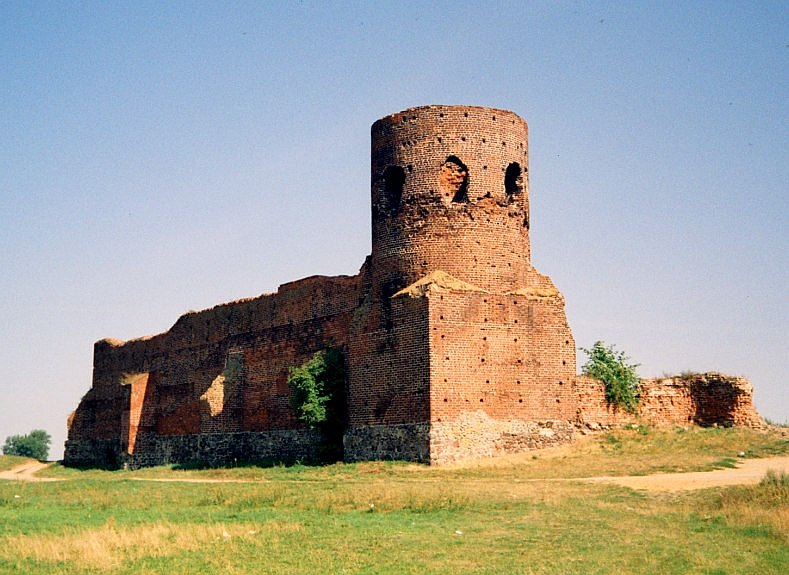
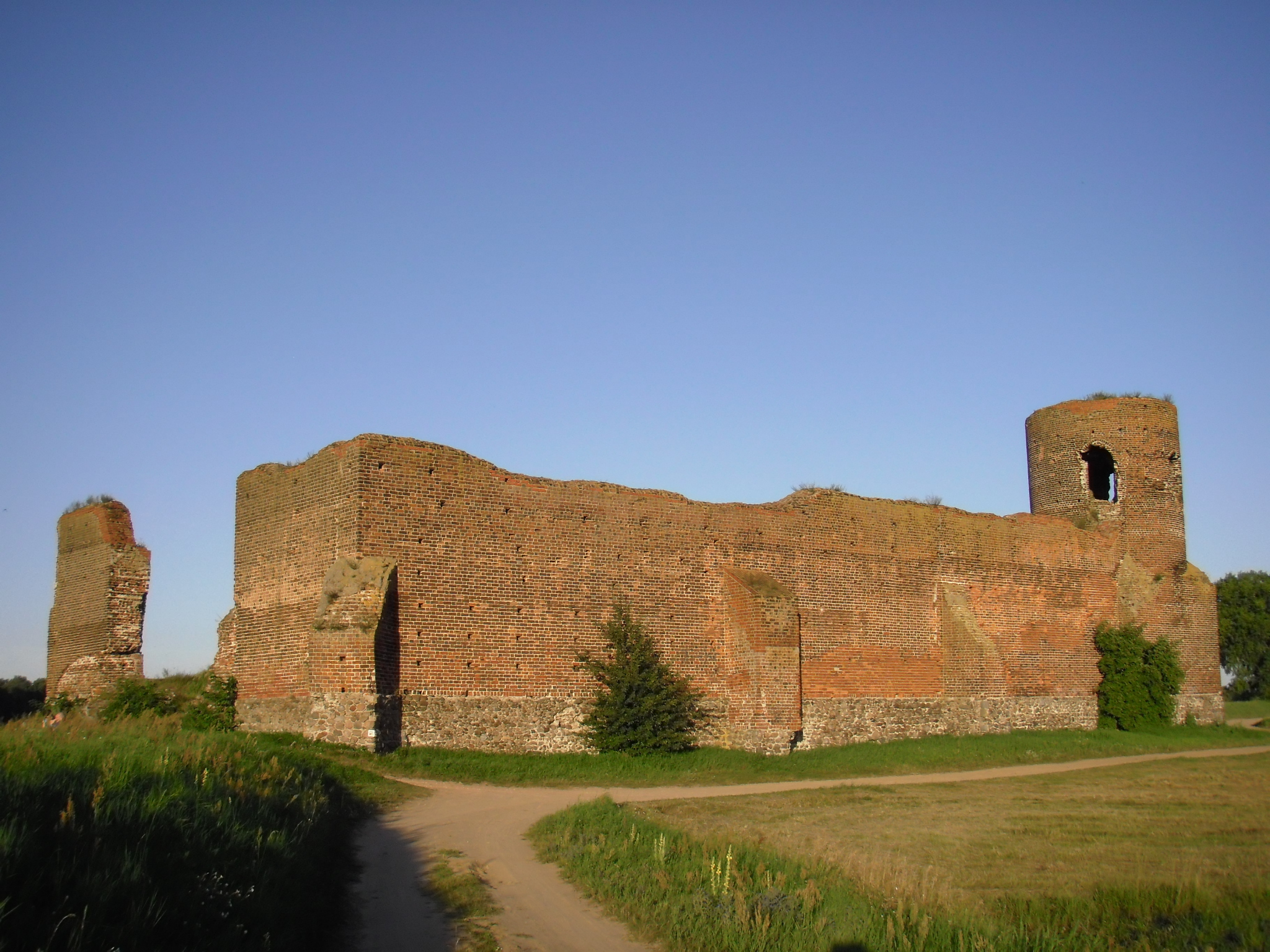
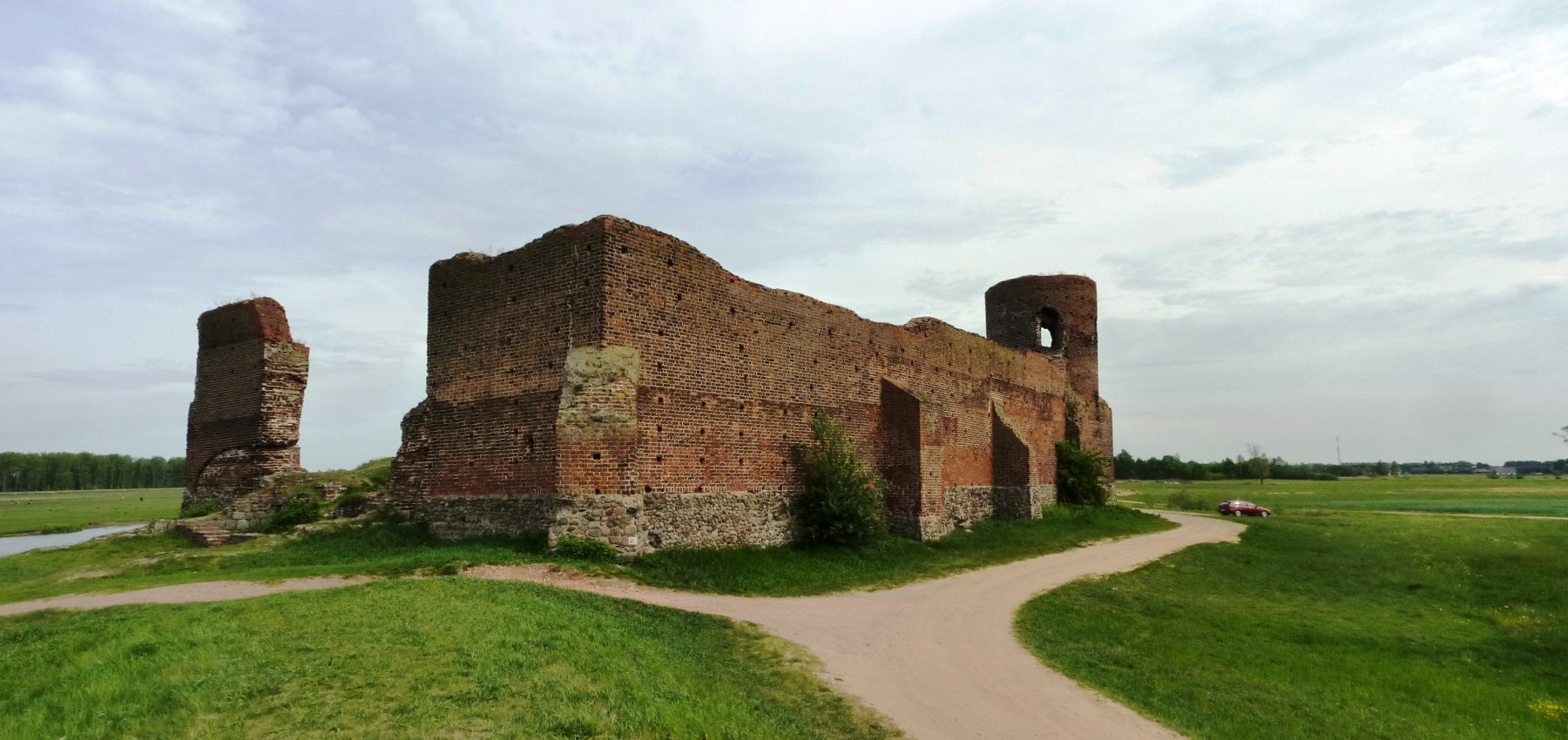
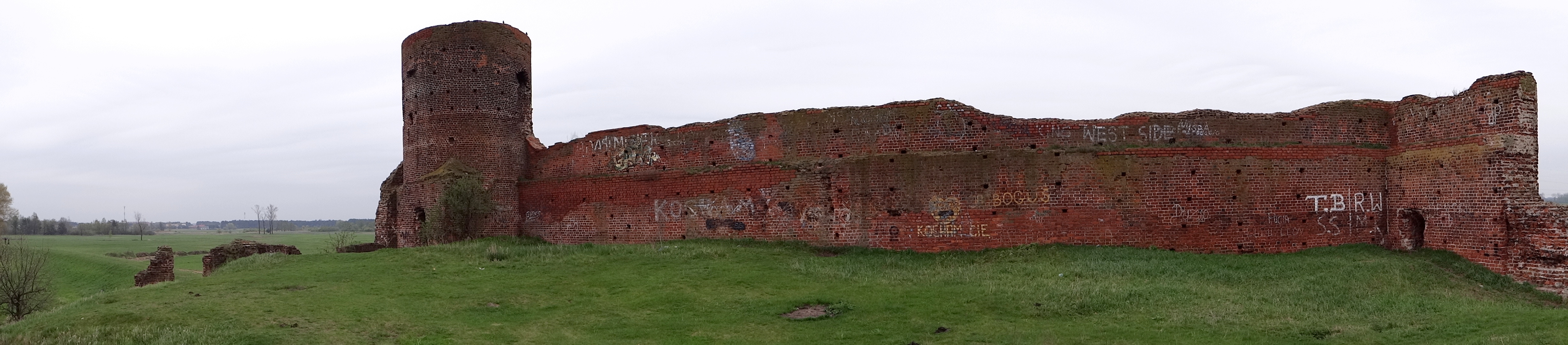